# Вертелім
Вертелі́м (рос. Вертелим, ерз. Вяльтерме) — село у складі Старошайговського району Мордовії, Росія. Входить до складу Новофедоровського сільського поселення.
Населення — 297 осіб (2010; 370 у 2002).
Національний склад (станом на 2002 рік):
- мокшани — 96 %